# Castlelyons
Castlelyons (en irlandès Caisleán Ó Liatháin) és un llogaret d'Irlanda, al comtat de Cork, a la província de Munster. També és una parròquia en la baronia de Barrymore. El nom deriva d'una fortalesa dels Uí Liatháin, un regne de l'alta edat mitjana. Es troba a 6 km al sud de Fermoy. Segons el cens de 2002 tenia 211 habitants.
Dos ponts de pedra creuen el riu Bride, un una petita passarel·la i l'altre un pont que formava part de l'entrada a la Castell de Barrymore, antiga seu dels comtes de Barrymore. La parròquia compta amb dues esglésies a Bridesbridge i Coolagown, i també compta amb un castell, dues abadies, un mausoleu, dos pous sagrats, i molts altres llocs d'interès històric.

## Història
La parròquia catòlica és una àrea rica en jaciments històrics. La parròquia de Castlelyons avui es divideix en tres districtes: Coolagown, Britway i Castlelyons/Bridesbridge. Tres barris de la parròquia s'estenen al llarg dels marges del riu Bride.
Durant la Guerra Civil Anglesa la Batalla de Castlelyons en 1645 va tenir lloc vora la vila.

## Personatges
El matemàtic, i primer president de la Royal Society, William Brouncker (1620-1684) era nadiu d'aquesta vila.
L'escriptor Peadar Ua Laoghaire, autor de la famosa novel·la en gaèlic irlandès Séadna, fou el capellà de la parròquia de Castlelyons des de 1891 fins a la seva mort en 1920.
Thomas Kent va viure a Castlelyons, va prendre part en l'Aixecament de Pasqua de 1916 i després fou capturat i executat a les antigues casernes de Cork. L'estació de ferrocarril de Cork rep el seu nom en honor seu.